# Carretera prefectural de Hokkaidō 1
La carretera prefectural de Hokkaidō 1 (北海道道1号小樽定山渓線, Hokkaidô Dô 1 gô Otaru Jôzankei sen) o línia Otaru-Jôzankei és una carretera prefectural de Hokkaido que comunica la ciutat d'Otaru, a la subprefectura de Shiribeshi amb el districte de Minami, a Sapporo, la capital regional.
La gestió d'aquesta carretera correspon al govern de Hokkaidō, mentres que l'àrea que transcòrre pel municipi de Sapporo és competència municipal d'aquest. La carretera també és anomenada "camí Yuragi" (ゆらぎ街道, Yuragi kaidô) i "Jôzankei Lakeline", aquest darrer pel poble d'aigües termals de Jōzankei, a Sapporo.

## Història
La carretera s'inaugurà originalment l'any 1930 com a autopista de peatge turística entre la ciutat d'Otaru i el llavors municipi turístic de Jōzankei. La construcció va ser fruit d'una iniciativa privada que, durant la guerra, va entrar en fallida. El 1954 s'inaugura l'actual carretera de titularitat pública gràcies a un acord entre els antics constructors i el govern de Hokkaidō. Inicialment i fins a l'any 1994 va ser anomenada carretera prefectural de Hokkaidô 3, però aquest any va ser reanomenada com a "carretera 1".

## Recorregut
La carretera prefectural de Hokkaido 1 connecta l'onsen d'Asarigawa, a la ciutat d'Otaru (Shiribeshi) amb l'onsen de Jōzankei, al districte de Minami, a Sapporo (Ishikari); sent aquesta carretera més una via turística que una carretera normal.
La carretera prefectural 1 travessa les següents poblacions:
- Otaru
- Sapporo
  - Minami-ku